# 懷俄明州議會大廈

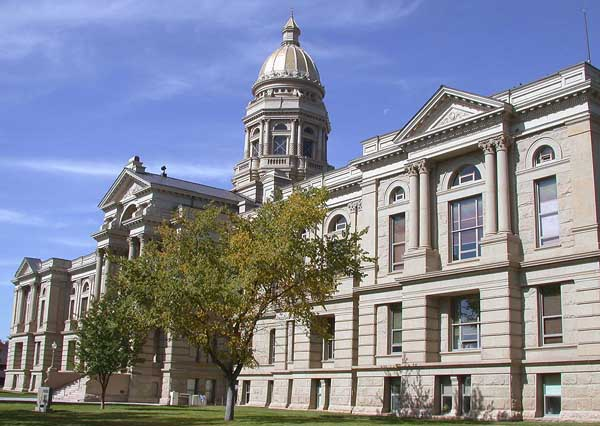

懷俄明州議會大廈（英語：Wyoming State Capitol）是美國懷俄明州議會的開會地點和懷俄明州長的辦公場所，位於懷俄明州首府夏安，修建於1886年至1890年。懷俄明州議會大廈在1987年被列入美國國家歷史名勝。